# Stadion Miejski w Radomsku
Stadion Miejski – stadion piłkarski w Radomsku, w Polsce. Może pomieścić 5000 widzów. Swoje spotkania rozgrywają na nim piłkarze klubu RKS Radomsko. W sezonie 2001/02 stadion gościł spotkania I ligi z udziałem tego zespołu. Obiekt dawniej wyposażony był w bieżnię lekkoatletyczną.